# Tapirira guianensis
Tapirira guianensis, também conhecida no Brasil como pau-pombo e vários outros nomes, é uma árvore não endêmica do gênero Tapirira, de pequeno porte, com 8 a 20 metros de altura, bastante encontrada em solos úmidos como várzeas e beiras de rios. É uma espécie importante para uso madeireiro, medicinal e pode ser empregada na recuperação de áreas degradadas e de matas ciliares.

## Características gerais
A Tapirira guianensis, pertencente da família Anacardiaceae, é encontrada principalmente na Mata Atlântica e no Cerrado. Sua distribuição geográfica se faz por todo território brasileiro ocorrendo geralmente em solos arenosos, extremamente ácidos e podres, sendo capaz de tolerar altos níveis de alumínio e adapta-se muito bem, principalmente, em terrenos úmidos, embora também possa ser encontrada em ambientes secos de encostas. É uma árvore perenifólia ou persistente (mantém suas folhas durante todo o ano), heliófita (necessita de exposição ao sol) e parcialmente tolerante à sombra. Apresenta o tronco curto e um pouco tortuoso com cerca de 40 a 60 centímetros de diâmetro.A casca cinza-escura ou marrom apresenta rugosidade e fissuras e, quando jovem, é espessa escamosa. Após corte tangencial da árvore é possível observar que sua casca interna apresenta coloração em tons avermelhados, semelhante a chamas de fogo.
A árvore é ótima para reflorestamento heterogêneo de áreas degradadas e de matas ciliares. É uma espécie que apresenta crescimento rápido e crescimento cespitoso, ou seja, uma mesma planta cresce lançando novos brotos ou caules de maneira aglomerada. É considera uma ochloespécie porquê exibe ao longo de sua distribuição geográfica uma unidade morfológica bem fixa, como presença de características ocasionadas por barreiras reprodutivas passadas em épocas secas e úmidas.  É considerada espécie de estágio sucessional avançado  e também é considerada uma secundária inicial-tardia.  Desse modo, Tapirira guianensis apresenta crescimento lento no início da vida, sendo tolerante a sombra. Em contrapartida, posteriormente acelera o crescimento em busca de luz no dossel das florestas.

## Flores
Tapirira guianensis uma espécie dioica, ou seja, apresenta flores masculinas e flores femininas em indivíduos separados, porém ocorre ocasionalmente a presença de flores hermafroditas em matrizes femininas, indicando que a separação dos sexos ainda é incompleta e a espécie tem um suposto ancestral hermafrodita. As flores são dispostas de forma alternada, sendo pequenas com 4 a 12 centímetros e de cor amarelo-esverdeado, além de apresentar cheiro ácido-adocicado por conta de glândulas presentes em suas cinco pétalas.
Suas folhas ofertam pólen e néctar com bastante abundância aos seus polinizadores, que costumam serem pequenas abelhas sociais. A quantidade de pólen e néctar é mais concentrado nas flores masculinas e, por conta disso, atraem mais insetos do que as flores femininas, as quais o néctar é um forte atrativo. Essa espécie é dependente de agentes polinizadores, visto que a produção de frutos em sua ausência é baixa por conta da apomixia.

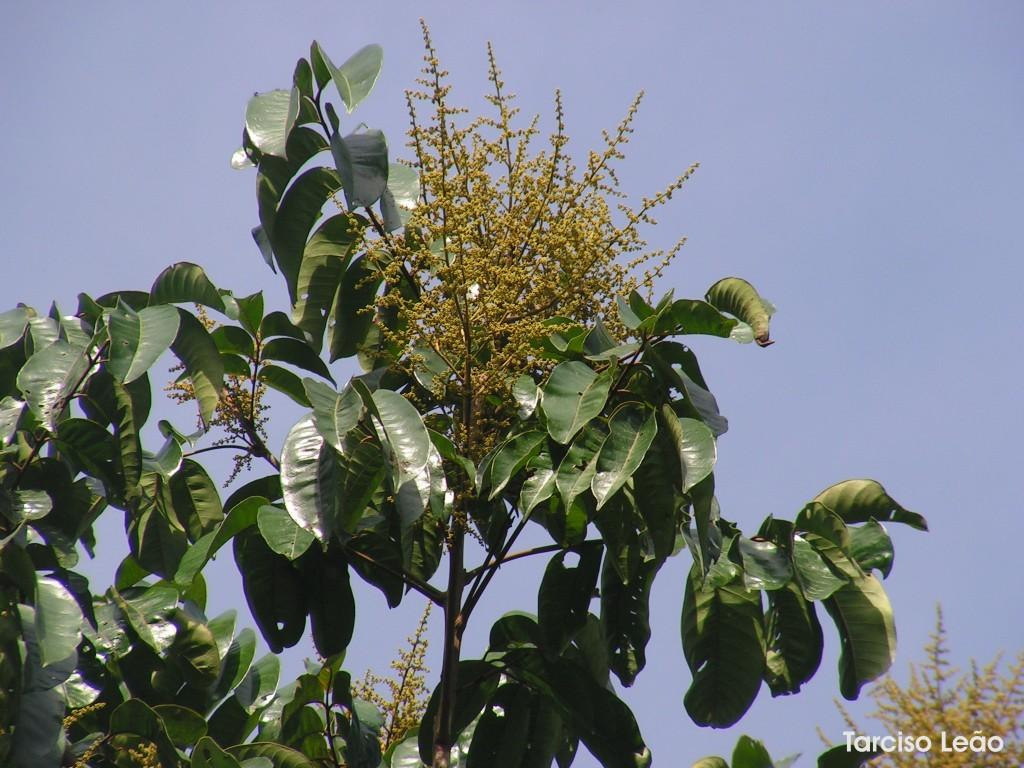
Tapirira guianensis, cupiúba, pau-pombo

## Espécies polinizadoras
As seguintes espécies polinizam a Tapirira guianensis:
1. Abelha-africanizada;
2. Tiúba (Melipona compressipes fasciculata);
3. Uruçu-amarela (Melipona rufiventris flavolineata);
4. Uruçu-da-bunda-preta (Melipona melanoventer);
5. Uruçu-boca-de-renda (Melipona seminigra);
6. Mirim (Plebeia alvarengai);
7. Abelha-cachorro (Trigona fulviventris);

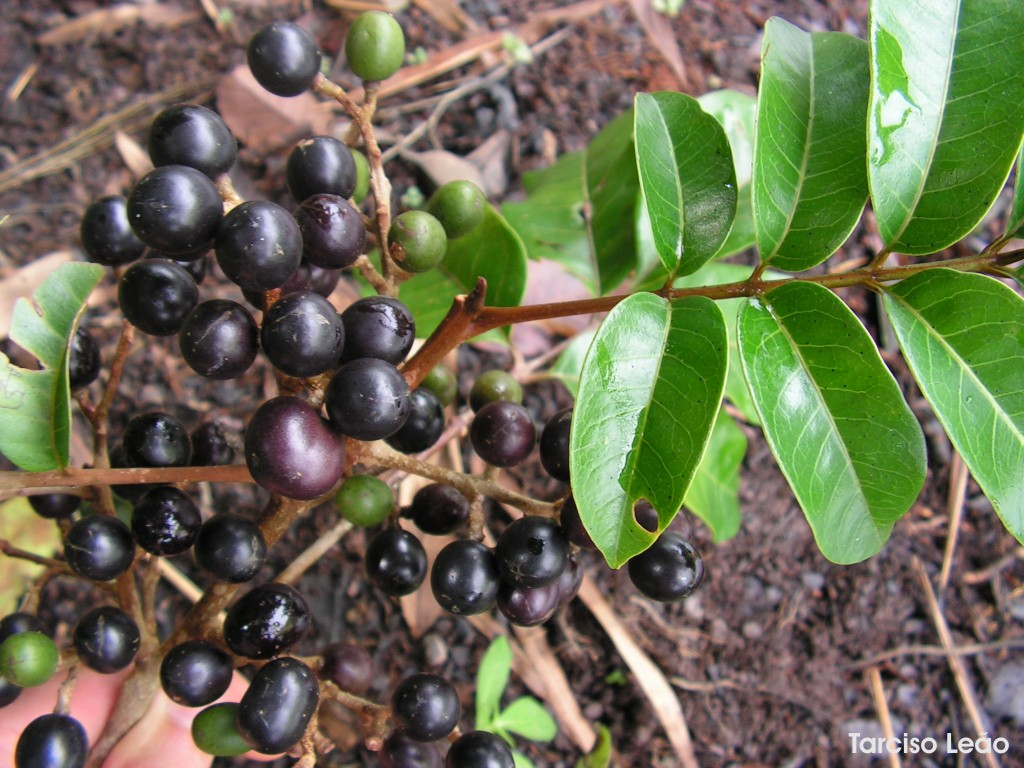
O fruto da Tapirira guianensis

8. Trigona williana;
9. Partamona;
10. Borá (Tetragona clavipes);
11. Exomalopsis aureopilosa.

## Frutos
Essa espécie de árvore apresenta grande produção de sementes em frutos pequenos, dispostos em cachos e serve de alimento para várias espécies de aves, o que garante à árvore sua dispersão. Seus fruto são quase esféricos devido às suas dimensões com 10 a 13 milímetros de comprimento; 8 a 11 milímetros de largura e 6 a 11 milímetros de espessura. Apresentam somente uma semente ovoide que contém o arilo branco e gelatinoso. Os frutos não contém endosperma, tem casca fina avermelhada, sendo roxo-escuro quando totalmente maduro e são bastante suculentos e avidamente procurados pela fauna em geral e, especialmente, por muitas espécies de aves.
A forma de cachos na qual os frutos são dispostos na árvore facilitam a alimentação das aves que pousam sobre elas pois conseguem ingerir uma quantidade maior de frutos a cada visita. Em contrapartida, aves que capturam o fruto em voo colhem apenas um fruto em cada investida. O padrão de frutificação da espécie depende da região em que ela ocorre.

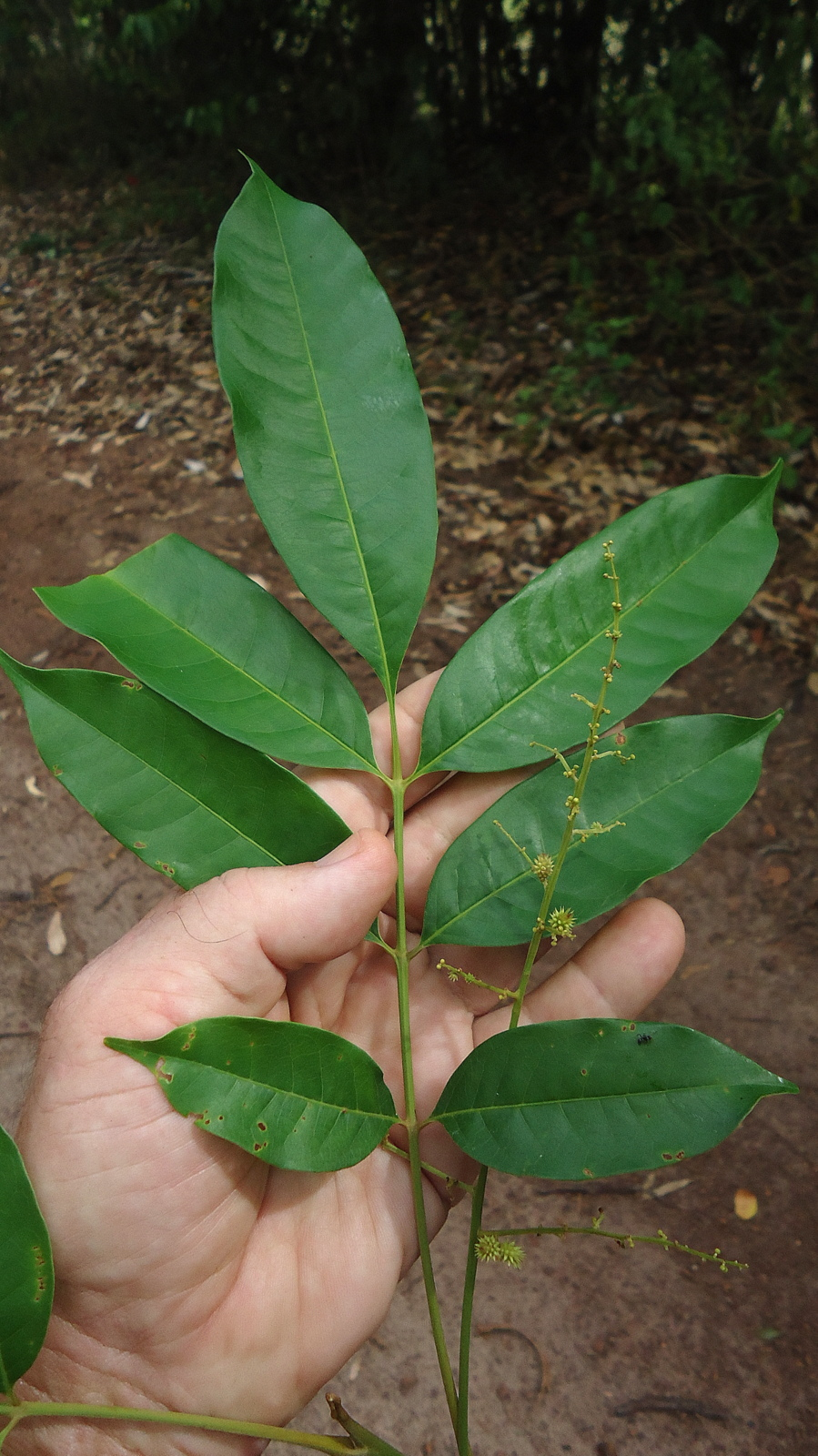
Tapirira guianensis Aubl. (6829783835)

## Folhas
As folhas são compostas e com forma de penas, terminando com um folíolo. A base das folhas é arredondada ou com forma de cunha e seu ápice termina em ponta curta. Perde uma parte das folhas durante as estações secas, mas recompõe de forma rápida.

## Sementes
Essa espécie é pouco recomendada para coleta de sementes devido à alta incidência de insetos e a presença de frutos danificados. As sementes apresentam forma elipsoidal por conta de suas dimensões: 6,8 a 11,5 milímetros de comprimento; 4,4 a 7,5 milímetros de largura e 3,0 a 6,9 milímetros de espessura. O tamanho das sementes está relacionado com as características reprodutivas dessa espécie de árvore, assim como as quantidades de reserva presentes e condições genéticas, visto que nas sementes que apresentam porte médio a grande, a síntese de compostos secundários essenciais para a germinação é rápida e apresenta maior capacidade de sobrevivência em condições desfavoráveis. Por conta desse fator, há favorecimento do maior número de plântulas. Tais aspectos morfológicos são essenciais para auxiliar a seleção dos indivíduos dessa espécie para trabalhos em tecnologia de sementes, planejamento de coleta das semente e escolha das mais vigorosas e com mais chances  de estabelecerem plãntulas.

## Plântula
O início da germinação, em condições de viveiro, ocorre um dia após a semeadura. A germinação é  fanerocotiledonar (cotilédones totalmente expostos) epígea, ou seja, acontece acima do nível do solo. A primeira emergência ocorre quando a raiz primária rompe os restos do caroço e os cotilédones (folhas primárias no embrião ou na plântula) são de reserva em forma de vírgula, além de não apresentarem propriedades fotossintéticas.

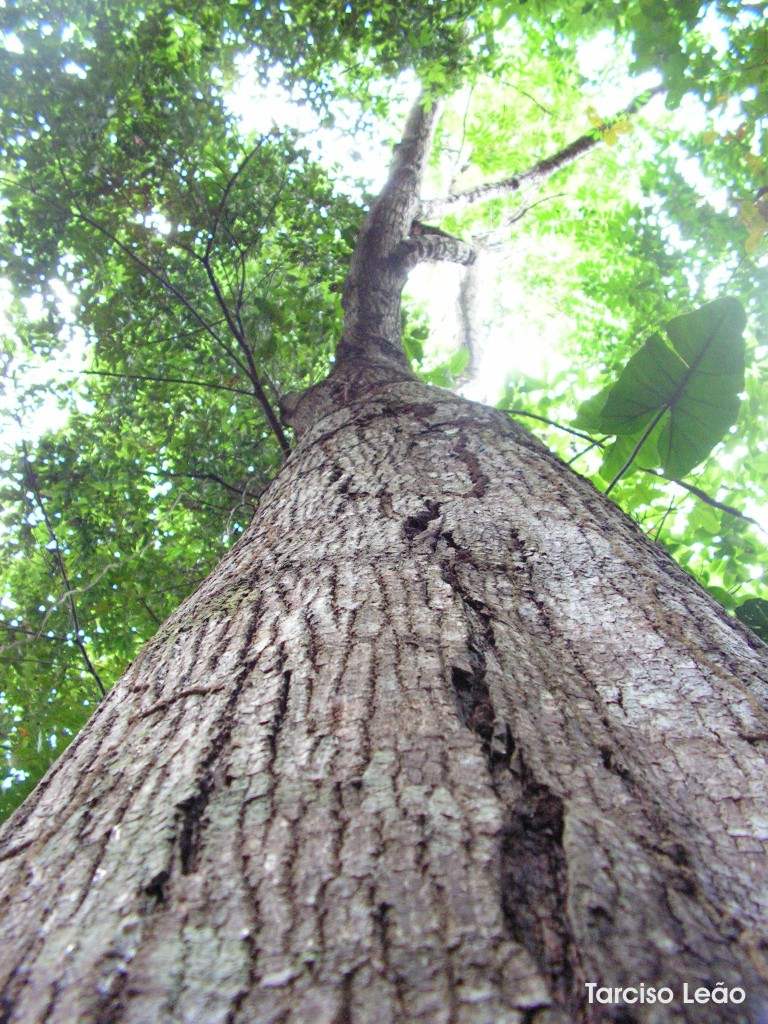
Tapirira guianensis, cupiúba, pau-pombo

## Madeira
A madeira da Tapirira guianensis é leve a modera mente pesada, com textura fina e a média e a sua superfície é lisa ao tato, além de ser considerada fácil para trabalhar. É moderadamente dura ao corte e pouco durável quando em contato com o solo e intempéries. É de baixo valor comercial e seu tronco costuma ser perfurado por primatas, os quais se alimentam das bolotas de goma que se formam após a liberação da seiva. O tronco contém sapopemas (tipo de raízes que se desenvolvem junto com o tronco de várias outras árvores) e sua casca, juntamente com suas folhas, possuem uma série de constituintes químicos, os quais são utilizados na medicina popular contra dermatose e sífilis, apesar de serem considerados vesicantes e tóxicos.  Estudos do extrato das cascas de Tapirira guianensis permitiram a descoberta que tal extrato apresenta efeito estimulante uterino e atividade contra o câncer humano de próstata.

## Usos
A espécie é muito bem empregada nos reflorestamentos heterogêneos de áreas degradadas e de matas ciliares, assim como planejamento de parques e práticas de jardinagem ecológica por conta dos seus frutos serem muito procurados pela fauna. É muito utilizada também na fabricação de cabos de vassoura, aglomerado celulose, móveis, brinquedos,cabos de ferramentas, pontes, artesanatos, painéis, compensados, saltos para calçados, contra placado, molduras, forros, caixotaria, urnas funerárias, lenha e carvão. É muito utilizada na medicina popular como cura de várias doenças e problemas.

## Fenologia
A floração da Tapirira guianensis é relacionada com fatores ambientais de cada região em que ela ocorre, assim como fatores inerentes à própria espécie, como filogenia, dispersão e atividade dos agentes polinizadores e dispersores de sementes. Em ambientes tropicais, com uma estação seca e definida, a espécie floresce nessa época, já em regiões onde o clima é mais úmido e uniforme, como na Floresta Atlântica do Sudeste do Brasil, o pico de floração ocorre na estação úmida.Populações de Tapirira guianensis possuem elevada sincronia no processo de floração, assim como de queda foliar e botação, porém, por conta da dioicia da espécie, há baixa sincronia na frutificação. A fenologia vegetativa dessa espécie não apresenta padrão sazonal para queda foliar e a maior intensidade de desfolhamento ocorre na estação chuvosa, prolongando-se até a estação seca. Vale salientar que Tapirira guianensis é uma árvore considerada perenifólia, pois não apresenta queda de folhas de maneira concentrada em determinada época do ano, produzindo continuamente pequena quantidade de folhas novas anualmente.

## Cultivo
É uma espécie de fácil cultivo, podendo ser plantada tanto no sol como na sombra, assim como em solo seco ou brejoso. A planta adulta suporta temperaturas de 6°C até 42°C, podem ser cultivada em lugares onde a temperatura media anual fique entre 10 e 30°C. Relacionando a quantidade de chuvas, pode ser cultivadas onde cai de 800 até 2700 milímetros anuais.

## Espécie afim
Tapirira guianensis guarda muitas afinidades com Tapirira obtusa, porém pode ser distinguida pelos seguintes fatores:
1. Predomina em ambientes associados a superfícies encharcadas;
2. Possui ramos, folhas e inflorescências;
3. Apresenta folíolos com nervuras terciárias e quartenárias pouco visíveis.

## Nomes populares
A seguir está a lista de todos os nomes populares da Tapirira guianensis
- Apiriri;
- Aroeirana;
- Bom-Nome (Alagoas);
- Cabatã-de-Leite;
- Cabatã-de-rego;
- Camboatá;
- Canela-Pororoca;
- Caneleira;
- Capiúva;
- Capiúva-Vermelha;
- Cedro-novo;
- Cedroí (região Norte);
- Copiúba;
- Copiúva;
- Cupiúba;
- Cupiúba-Branca;
- Cupiúba-Vermelha;
- Cupiúva;
- Cupuba;
- Cuajuru;
- Cuapiruba;
- Cuaruba;
- Embiratã;
- Embiriba;
- Embira-Cana;
- Estraladeira;
- Fruta-de-Pombo;
- Fruto-de-Pomba;
- Jaguarana;
- Jobo;
- Lendroi;
- Louro-Cheiroso;
- Mangaba;
- Munguba;
- Murici;
- Parapará;
- Pau-de-Pomba;
- Pau-de-Pombo;
- Pau-Pombo;
- Peito-de-Pombo (região Sul);
- Pereiro;
- Pindaíba;
- Piriri;
- Pombeiro;
- Tabuvuca;
- Sapucarana;
- Tapira;
- Tapirira;
- Tapirirá;
- Tapiriri;
- Tatapirica;
- Tatapiririca (Pará).